# Ігнатьєв Вадим Григорович
Вади́м Григо́рович Ігна́тьєв — прапорщик Збройних сил України, 8-й окремий полк спеціального призначення, учасник російсько-української війни.

## З життєпису
20 липня 2014 року був поранений у боях за Луганський аеропорт. Тоді терористи узяли українських вояків у кільце, обстрілюючи з мінометів. Добровольці з батальйону «Айдар» Василь Говорун і Анатолій Моїсеєнко звільняли з облоги Вадима та підлеглих солдатів, підірвалися на фугасі.
За одужанням слідкували дружина Зоя та донька Валерія 2008 р. н.

## Нагороди
За особисту мужність і героїзм, виявлені у захисті державного суверенітету та територіальної цілісності України, вірність військовій присязі під час російсько-української війни
- нагороджений орденом «За мужність» III ступеня (9.4.2015).